# جيسيكا غالي
جيسيكا غالي (بالإنجليزية: Jessica Galli)‏ هي منافسة ألعاب القوى أمريكية، ولدت في 1 ديسمبر 1983.

## روابط خارجية
- جيسيكا غالي على موقع Paralympic.org (الإنجليزية)
- جيسيكا غالي على موقع IPC.InfostradaSports.com (مؤرشف) (الإنجليزية)
- جيسيكا غالي على موقع اللجنة الأولمبية والبارالمبية الأمريكية (الإنجليزية)